# كاديجان
كاديجان هي قرية في مقاطعة سراب، إيران. عدد سكان هذه القرية هو 1,251 في سنة 2006.